# Hipposideros cyclops
Hipposideros cyclops är en fladdermusart som först beskrevs av Coenraad Jacob Temminck 1853.  Hipposideros cyclops ingår i släktet Hipposideros och familjen rundbladnäsor. IUCN kategoriserar arten globalt som livskraftig. Inga underarter finns listade i Catalogue of Life.

## Utseende
Denna fladdermus blir med svans 98 till 133 mm lång, svanslängden är 20 till 39 mm och vikten varierar mellan 20 och 56 g. Hipposideros cyclops har 60 till 74 mm långa underarmar, 18 till 22 mm långa bakfötter (med klor) och 27,5 till 38 mm långa öron. Honor är större än hannar. Pälsen på ovansidan är i motsats till pälsen hos andra släktmedlemmar (förutom Hipposideros camerunensis) lång och ullig. Den har under hela året en svartbrun färg, ibland med ljusa hårspetsar vad som ger ett fläckigt utseende. Hos arten förekommer en svartbrun flygmembran och långa öron som är spetsiga vid toppen. Det finns en framtand, en hörntand, 2 premolarer och 3 molarer på varje sida av överkäken. Arten har i underkäken ytterligare en framtand på varje sida.
Liksom andra rundbladnäsor har Hipposideros cyclops hudflikar (blad) på näsan. Grundformen liknar en hästsko. En körtelöppning bakom hudflikarna påminner i viss mån om ett öga på hjässans centrum. Därför fick fladdermusen artepitet cyclops som syftar på de enögda cykloperna i den grekiska mytologin.
Honor har utöver de egentliga spenarna ytterligare utskott med samma utseende. De finns antagligen för att ge ungen bättre fäste när den håller sig fast på modern.

## Utbredning
Arten förekommer i västra och centrala Afrika från Senegal till Uganda. Mindre avskilda populationer finns dessutom i Kenya och Tanzania. Den lever i låglandet och i bergstrakter upp till 1000 meter över havet. Habitatet utgörs av ursprungliga tropiska regnskogar och av fuktiga savanner.

## Ekologi
Individerna vilar i bergssprickor eller i trädens håligheter. De sover ensam, i par eller i mindre flockar med upp till 12 medlemmar. I trädens håligheter syns de ibland tillsammans med flygekorrar.
Hipposideros cyclops kan även sova på trädens bark, i övergivna gruvor eller i kyrktorn. Delade viloplatser är dessutom dokumenterade för Hipposideros cyclops och andra fladdermusarter, taggsvansekorrar, galagoer, sovmöss, afrikanska mjukpälsråttor, geckoödlor och ormar. Denna fladdermus jagar olika flygande insekter med hjälp av ekolokaliseringen.
När parningen äger rum varierar beroende på utbredning. Honan är ungefär 3,5 månader dräktig och sedan föds en enda unge. Enligt en studie producerar honan två månader di.